# Елина Свитолина
Елина Свитолина (на украински: Еліна Михайлівна Світоліна; родена на 12 септември 1994 г.) е украинска професионална тенисистка. Тя стига до първия си професионален финал на турнира от веригата на ITF с награден фонд $25 000 в Харков през май 2010 г. Има пет титли от тура на WTA – три на сингъл и две на двойки.

## Личен живот
Елина Свитолина е родена в семейството на Елена Свитолина и Михайло Свитолин и има брат, който се казва Юлиан. Тя живее в Харков, Украйна и неин треньор е Андрей Луценко. Обича да играе на трева и червена настилка (клей).

## Кариера
През 2010 г. Свитолина печели Ролан Гарос за девойки, побеждавайки представителката на Тунис Онс Джабер във финалната среща. Две години по-късно, този път на Уимбълдън, Свитолина отново стига до финал на турнир от Големия шлем за девойки, но този път губи мача за титлата от канадката Южени Бушар.
| Изход      | Година | Турнир      | Настилка | Опонент на финала | Резултат на финала |
| ---------- | ------ | ----------- | -------- | ----------------- | ------------------ |
| Шампионка  | 2010   | Ролан Гарос | Клей     | Онс Джабер        | 6 – 2, 7 – 5       |
| Финалистка | 2012   | Уимбълдън   | Трева    | Южени Бушар       | 2 – 6, 2 – 6       |

През 2010 г. на турнира Уимбълдън за девойки, Свитолина играе финал в двойковия турнир заедно с рускинята Ирина Хромачева. Във финалната среща те отстъпват на двойката Тимеа Бабош и Слоун Стивънс в три сета.
| Изход      | Година | Турнир    | Настилка | Партньор        | Опоненти                  | Резултат                   |
| ---------- | ------ | --------- | -------- | --------------- | ------------------------- | -------------------------- |
| Финалистки | 2010   | Уимбълдън | Трева    | Ирина Хромачева | Тимеа Бабош Слоун Стивънс | 7 – 6(9 – 7), 2 – 6, 2 – 6 |

Свитолина преминава квалификациите на Ю Ес Оупън 2012 и влиза в основната схема, но още в първи кръг е отстранена от 12-ата поставена и евентуална четвъртфиналистка Ана Иванович.

### 2013
Свитолина получава място в схемата на Аустрелиън Оупън 2013, но губи още в първия си мач от петата поставена Анжелик Кербер.
На 18 февруари прави своя дебют в първите 100 на света, изкачвайки се до No.87 в ранглистата за жени.
На Ролан Гарос 2013 Свитолина побеждава Ромина Опранди в първи кръг, но във втори е отстранена от 29-ата поставена Варвара Лепченко.
На Уимбълдън 2013 отпада още в първи кръг, след като среща евентуалната шампионка Марион Бартоли, 3 – 6, 5 – 7.
През юли Свитолина участва в Гащайн Лейдис 2013, където стига до полуфиналите, но е победена от Андреа Хлавачкова в три сета, 5 – 7, 7 – 6(7 – 1), 4 – 6. След това се включва и в турнира Баку Къп 2013 – там стига до финала, а нейна съперничка в мача за титлата е Шахар Пеер. Свитолина печели мача, а с него и титлата, в два сета, 6 – 4, 6 – 4. Трофеят в Баку ѝ осигурява и дебют в първите 50 на света – изкачва се до No.49 в ранглистата за жени.
Следващото ѝ участие е на турнир от веригата на ITF с награден фонд $75 000, който се провежда в Донецк, Украйна. Поставена под No.1 в схемата, Свитолина вдига трофея след трисетова победа с 3 – 6, 6 – 2, 7 – 6(11 – 9) над Тимеа Бабош във финалния двубой. Така след 2 последователни титли, тя е в серия от 10 поредни победи, които ѝ помагат да се изкачи с още четири места до No.45 в световната рагнлиста.
През август Свитолина участва в Ню Хейвън Оупън 2013, където губи в последния кръг на квалификациите от Анна Каролина Шмидлова, но влиза в основната схема като щастлива губеща (LL). В първи кръг среща квалификантката Карин Кнап, на която отстъпва с 3 – 6, 4 – 6. След това играе на последния турнир от Големия шлем за годината US Open 2013 – в първия си мач тя отстранява 17-ата поставена Доминика Цибулкова в два сета, но във втори кръг е надиграна от Кристина Макхейл с 4 – 6, 6 – 3, 5 – 7.
Украинката е поставена под номер 5 в турнира KDB Korea Open 2013, но още в първи кръг е надиграна от Лара Аруабарена с 5 – 7, 6 – 2, 4 – 6. Следва участие в Торай Пан Пасифик Оупън 2013, където в първия си мач Свитолина побеждава Куруми Нара в три сета, но в следващата фаза отстъпва на Ана Иванович с 3 – 6, 0 – 6. На турнира Чайна Оупън 2013 украинката отпада в първи кръг след поражение в двубоя си срещу Роберта Винчи, 2 – 6, 2 – 6.

## Финали на турнири отWTA Тур

### Сингъл: 3 (3 – 0)
| Легенда                              |
| ------------------------------------ |
| Турнири от Големия шлем (0 – 0)      |
| Шампионат на WTA Тур (0 – 0)         |
| Задължителни Висши & Висши 5 (0 – 0) |
| Висши (0 – 0)                        |
| Международни (3 – 0)                 |

| Финали по настилка |
| ------------------ |
| Твърда (2 – 0)     |
| Трева (0 – 0)      |
| Клей (1 – 0)       |
| Мокет (0 – 0)      |

| Изход     | No. | Дата        | Турнир                            | Настилка | Опонент          | Резултат            |
| --------- | --- | ----------- | --------------------------------- | -------- | ---------------- | ------------------- |
| Шампионка | 1.  | 28 юли 2013 | Баку Къп, Баку, Азербайджан       | Твърда   | Шахар Пеер       | 6 – 4, 6 – 4        |
| Шампионка | 2.  | 27 юли 2014 | Баку Къп, Баку, Азербайджан       | Твърда   | Бояна Йовановски | 6 – 1, 7 – 6(7 – 2) |
| Шампионка | 3.  | 2 май 2015  | Маракеш Гран при, Маракеш, Мароко | Твърда   | Тимеа Бабош      | 7 – 5, 7 – 6(7 – 3) |

### Двойки: 2 (2 – 0)
| Легенда                              |
| ------------------------------------ |
| Турнири от Големия шлем (0 – 0)      |
| Шампионат на WTA Тур (0 – 0)         |
| Задължителни Висши & Висши 5 (0 – 0) |
| Висши (0 – 0)                        |
| Международни (2 – 0)                 |

| Финали по настилка |
| ------------------ |
| Твърда (2 – 0)     |
| Трева (0 – 0)      |
| Клей (0 – 0)       |
| Мокет (0 – 0)      |

| Изход     | No. | Дата        | Турнир                         | Настилка | Партньор        | Опоненти                       | Резултат               |
| --------- | --- | ----------- | ------------------------------ | -------- | --------------- | ------------------------------ | ---------------------- |
| Шампионки | 1.  | 20 юли 2014 | Истанбул Къп, Истанбул, Турция | Твърда   | Мисаки Дои      | Оксана Калашникова Паула Каня  | 6 – 4, 6 – 0           |
| Шампионки | 2.  | 26 юли 2015 | Истанбул Къп, Истанбул, Турция | Твърда   | Дария Гаврилова | Чагла Буюкакчай Йелена Янкович | 5 – 7, 6 – 1, [10 – 4] |

## Финали на турнири от сериите 125 наWTA Тур

### Сингъл: 1 (1 – 0)
| Изход     | No. | Дата            | Турнир                         | Настилка | Опонентка        | Резултат     |
| --------- | --- | --------------- | ------------------------------ | -------- | ---------------- | ------------ |
| Шампионка | 1.  | 11 ноември 2012 | Роял Индиън Оупън, Пуна, Индия | Твърда   | Кимико Дате-Крум | 6 – 2, 6 – 3 |